# フォーンプラグ

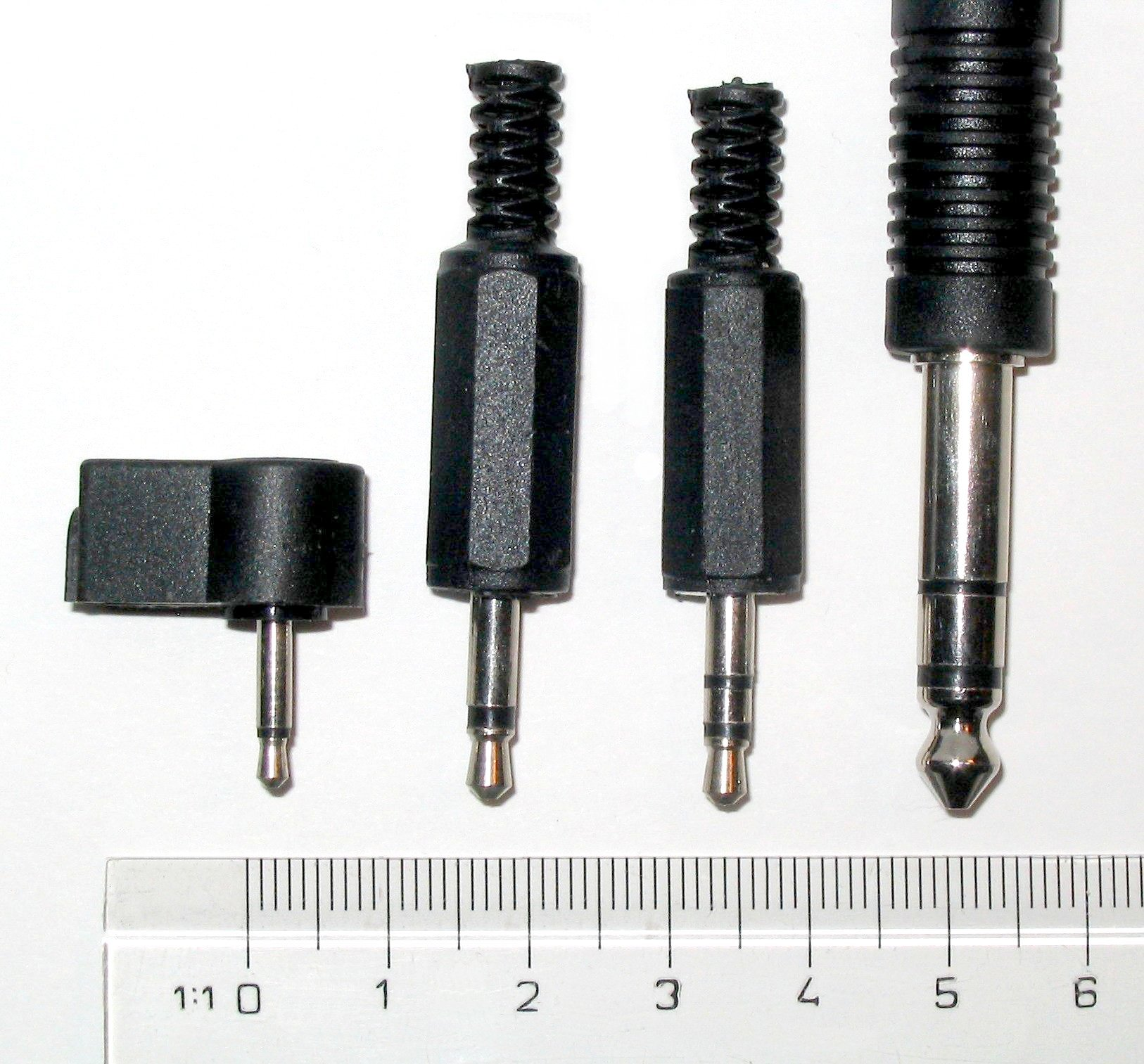
様々なサイズ、様々な極数のフォーンプラグ。左より
2.5mm 2極（マイクロ、モノラル用）
3.5mm 2極（ミニ、モノラル用）
3.5mm 3極（ミニ）
6.3mm 3極（標準）

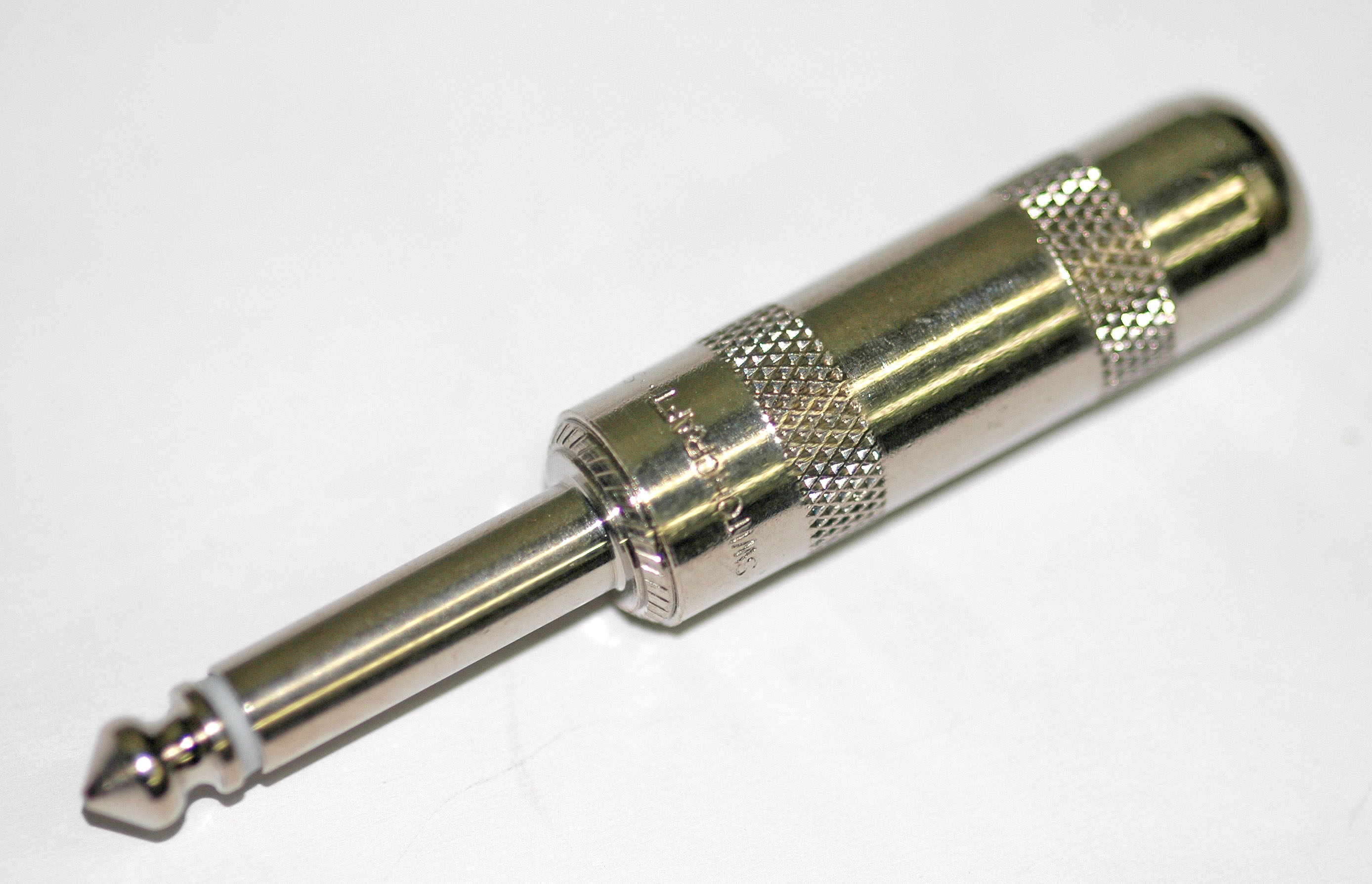
6.3mm、2極の、つまりモノラル用の、フォーンプラグ。エレキギター、電子楽器、マイクロフォン、ミキサー、アンプ 等々で多用されている。

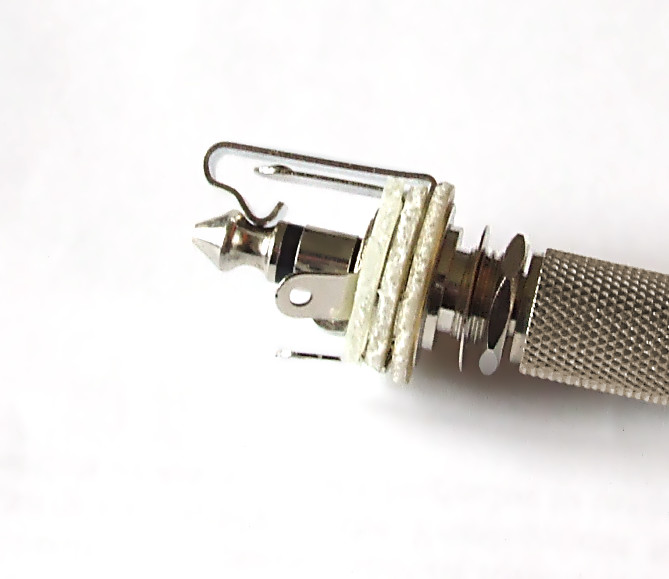
一対のフォーンコネクタ。右側のフォーンプラグ（オス型）が左側のフォーンジャック（メス型）に差し込まれた状態。メス側にはばね状の金属とそれに並行する金属があり、プラグを抜いた状態ではばねが画面下方向へ変形しており、並行する金属と接触し、（ヘッドフォンではなく、例えばアンプ+スピーカなど）ジャック側内部の回路に音響信号が伝わり、プラグを差し込んだ状態ではばねが画面上方向へ持ち上がり、ジャック側の回路は遮断され（たとえばスピーカなどは鳴らなくなり）、代わりにプラグ側の先にある装置（例えばヘッドフォンなど）を含む回路をつくりそちらが作動する、というように、「抜き差し」によって選択的に回路を形成するような構造になっており、抜き差しによって回路や動作を切り替えることが可能になっている。

フォーンプラグ（英: phone plug）とは、音響機器の接続に用いられる一対のコネクタであるフォーンコネクタ（英: phone connector）のオス側であり、一本の棒体の表面にいくつかの端子が設けてある形状をしている。フォーン端子などの呼び名もある。これと対となるメス側のほうはフォーンジャック（英: phone jack）と呼ばれる。用途から「ヘッドホン端子」や「イヤホン端子」の通称もある。
フォーンという名称は、19世紀に手動のパッチパネルによる電話交換台で交換手が操作したコネクタの規格であることから呼ばれる。
6.3mmや3.5mmといったサイズと、2極や3極といった構造により、バリエーションがある。サイズについては「標準」「ミニ」などの呼称が、極数については「モノラル」「ステレオ」といった用途による呼び分けも存在する。
形状はアメリカ電子工業会 (EIA) でEIA-453として規格化されているほか、IEC 60603-11、JIS C 6560の規格がある。6.3mmプラグについてはEIAのものとIEC/JISでわずかに形状が異なり問題が出る場合がある。

## 用途と特徴
接続が容易であり頻繁に抜き挿しする用途に向く。一般的に2極（モノラル入出力）あるいは3極（ステレオ入出力）の接続で用いられ、マイクロフォン、ヘッドフォン、電子楽器等の端子に多用される。
楽器用途において、両端にフォーンプラグが取り付けられたケーブルが慣用的に広く「シールド」と呼ばれる。この「シールド」とは「シールドケーブル」を指しており、両端の端子の種類形状とは本来は無関係である。

## サイズ
6.35mm（1/4インチ）
いわゆる標準サイズの端子。一般的な収録機器/音楽機器類（業務用、民生用）で使用されている。元は電話交換台用。小数点を切り捨てて6.3mmと表記する場合もある。
4.4mm
2016年にJEITAがバランス接続用途として5極 (TRRRS) プラグ・ジャックを規格化した。
3.5mm
ミニ（ミニプラグ）と呼ばれているサイズの端子。小型のコンポや携帯音楽プレイヤー、パソコンなどで使用されている。
2.5mm
ミニミニ（ミニミニプラグ）などと呼ばれているサイズの端子。ポータブル機器（DAPのバランス接続やカード型ラジオ）、データレコーダ・ICレコーダーのコントロール端子に使用されている。

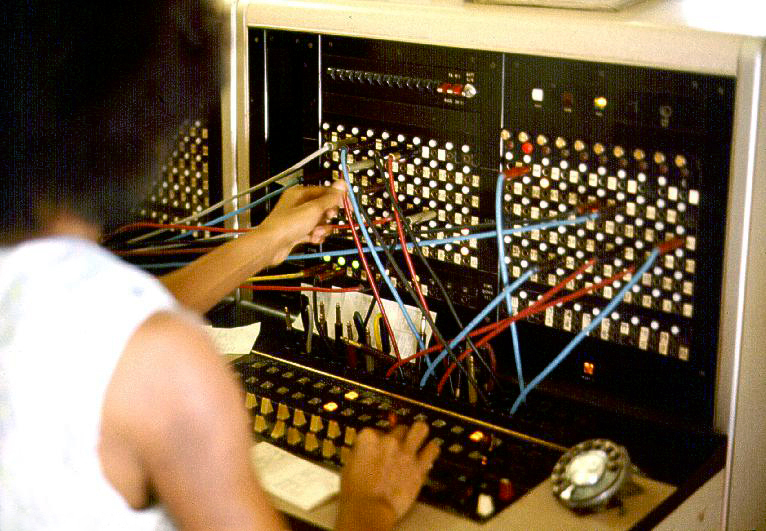
電話の交換台 （1975年）
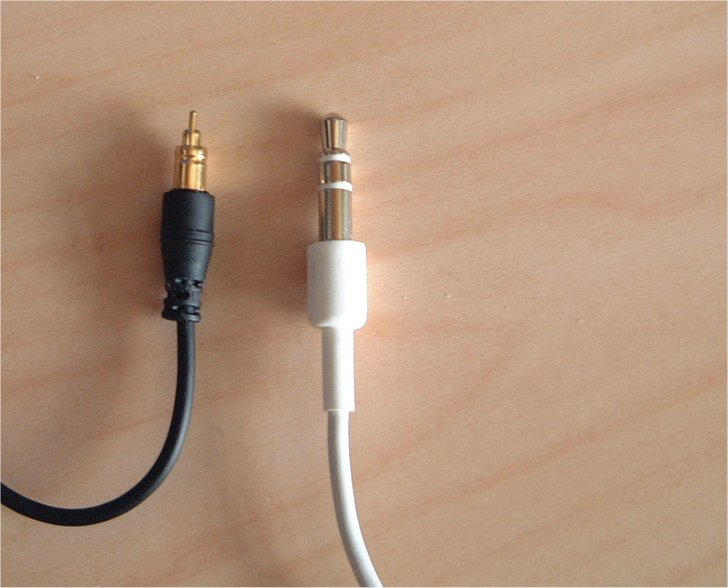
3.5mm 3極（ステレオミニプラグ）（右） 左はソニー・ウォークマン用「マイクロプラグ」でありこれはフォーンプラグではない

## 構造と接続

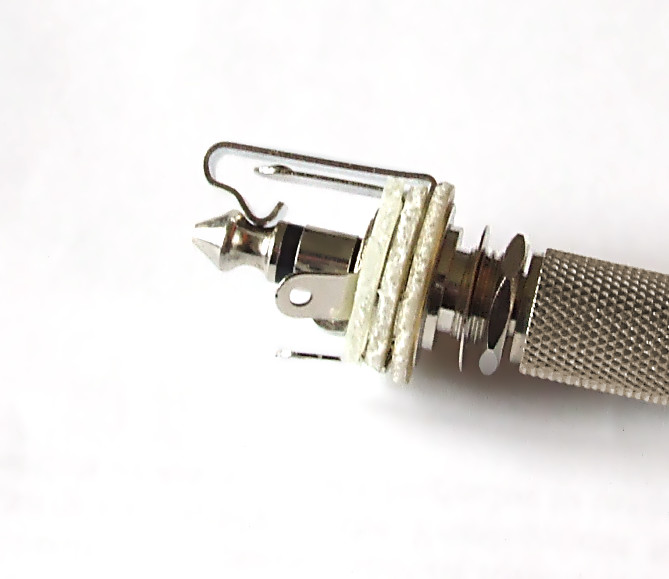
TRSコネクタのジャックとプラグ

プラグ先端の極をチップ (tip)、根元の極をスリーブ (sleeve)、チップとスリーブの間にさらに極がある場合はすべてリング (ring) と呼ぶ。2極は「TS」、3極は「TRS」、4極は「TRRS」というように規則的に呼ばれる。

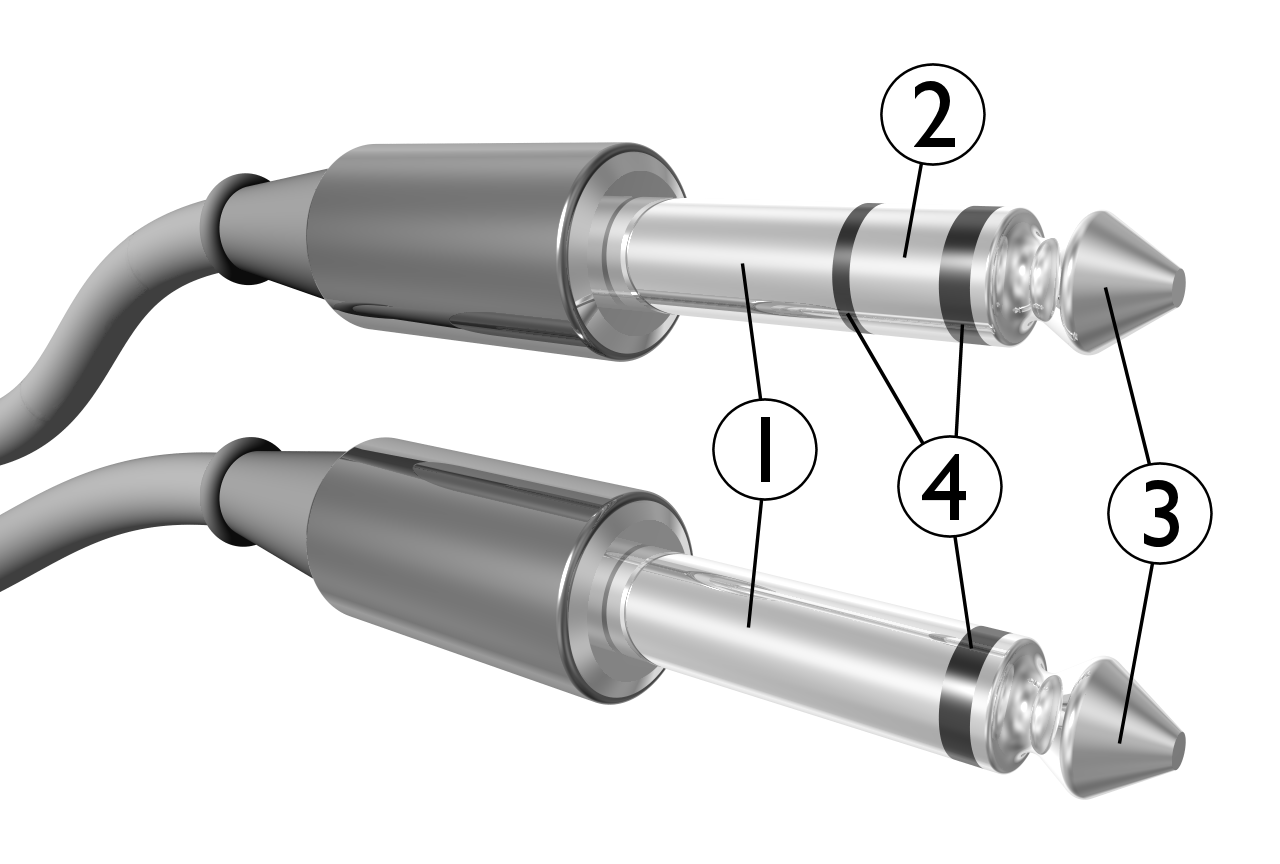
フォーンプラグ
（TRSコネクタプラグ）の構造
1. スリーブ、2. リング、3. チップ、4. 絶縁リング

挿抜の際には端子同士がショートすることがあり、電源が入った状態での抜き挿しが想定される場合には機器側での対応が必要である。

### 独自仕様の製品
ステレオヘッドホンにマイクを追加した製品や、小型のステレオコンデンサマイクなどの用途に4極 (TRRS) プラグが使われている。他にも映像やコントロール信号の伝送に4極目（2つ目のRing）をあてがう製品がある。このような製品では、一般のTRSプラグのヘッドホンを利用できる場合がある。
3極でも、インサーションケーブルのように本来2系統に分かれていた入出力をたばねて一つのコネクタで運用するといった、独自仕様の製品が見られる。

### 2極 (TS)
Tip、Sleeve の2極形状。モノラル用。

### 3極 (TRS)
Tip、Ring、Sleeve の3極形状。ステレオ (2ch) 用。
モノラル (1ch) の平衡接続にも使われることがある。次の図はそういった場合の対応表である。
|              | モノラル | モノラル （平衡接続） | ステレオ     | 右図の番号 |
| ------------ | -------- | --------------------- | ------------ | ---------- |
| チップ (T)   | 信号線   | 正相 (Hot)            | 左チャンネル | 3          |
| リング (R)   | N/A      | 逆相 (Cold)           | 右チャンネル | 2          |
| スリーブ (S) | 接地     | 接地                  | 接地         | 1          |

#### インサーションケーブル
特殊な利用法としてはミキシング・コンソールでエフェクターなど外部機器に接続する場合、チップを送出側 (tip send)、リングを帰還側 (ring return) として1つの端子で入出力を兼ねるインサーションケーブルがある。

### 4極 (TRRS)
Tip、Ring、Ring、Sleeve の4極形状。
3極のTRSコネクターのスリーブ端子をさらに分割して4極とし、機能を割り当てているもの。

#### L、R、MIC、GND系

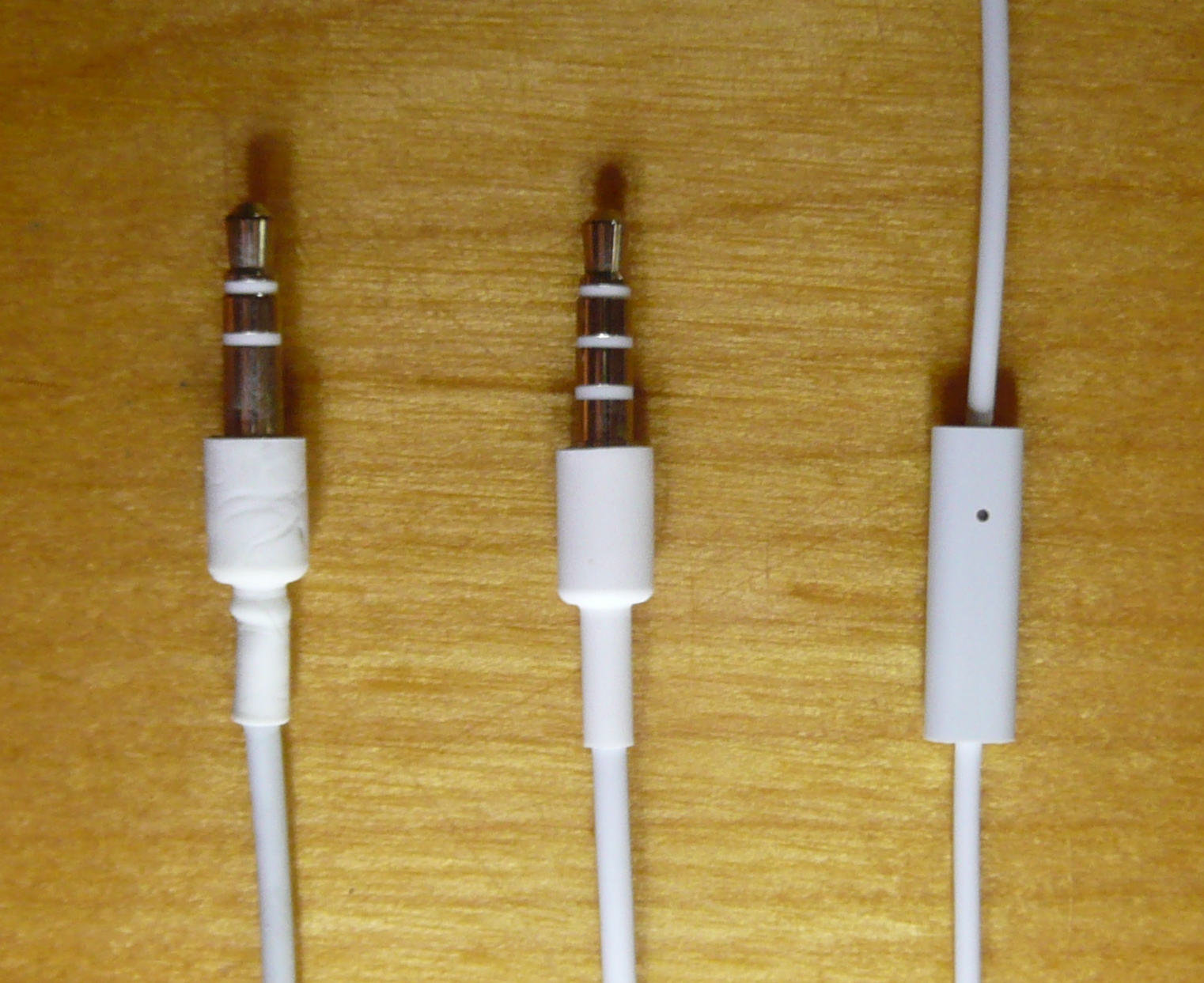
iPodのヘッドフォンプラグ（ステレオミニφ3.5）とiPhone用マイク付きヘッドフォンプラグ

近年は、パソコンやスマートフォンなどで、マイクロフォン端子を追加した4極タイプを利用できる物が増えている。
パソコンで4極対応型の場合、アイコンとしてヘッドセット型のアイコンが差し込み口についていることがある。
スリーブ端子とマイク端子の順番には、Cellular Telephone Industry Association (CTIA) と Open Mobile Terminal Platform (OMTP) の2種類があり、互換性がない。
近年はCTIAが中心である。なお、ソニーのスマートフォンには2011年頃まではOMTPが使われていた。互換性の問題を解決する試みとして、イヤホンマイク自体に切り替えスイッチを付けた商品も存在する。
|              | CTIA | OMTP | オス端子の先頭からの番号 |
| ------------ | ---- | ---- | ------------------------ |
| チップ (T)   | L    | L    | 1                        |
| リング (R)   | R    | R    | 2                        |
| リング (R)   | GND  | MIC  | 3                        |
| スリーブ (S) | MIC  | GND  | 4                        |

#### L+、L-、R+、R-系
2014年にAstell&Kernのデジタルオーディオプレーヤー AK240でバランス駆動端子として2.5mm 4極として採用された。
以降、他社製品でもハイエンド製品等で採用され、対応するイヤホンリケーブル製品も流通している。先端（チップ）からR-、R+、L+、L- となる。
|              | AK240など | オス端子の先頭からの番号 |
| ------------ | --------- | ------------------------ |
| チップ (T)   | R-        | 1                        |
| リング (R)   | R+        | 2                        |
| リング (R)   | L+        | 3                        |
| スリーブ (S) | L-        | 4                        |

#### L、R、V、GND系（音声＋コンポジット映像系）
ソニーのデジタルカメラ、ポータブルDVDプレーヤーなど、映像、音声 (L)、音声 (R)、GND の信号を扱うコンポジットビデオに割り当てているものもある。
形状と扱う信号は同じだが、信号をどのピンで流すかの規格が統一されていないため規格が乱立しており、適合しない製品を用いると「映像が映らない」、「音声が出ない」等の事象が生じる。
|              | 例1                  | 例2 | 例3                                                                                        | 例4 | 例5                                | 例6 | オス端子の先頭からの番号 |
|              | ソニーのデジカメなど |     | arwin APD-156N-SP Wonnie W-JP928 TMY PDVD-GG09B メーカ不明 1080P HD Media Player Mini 1080 |     | メーカ不明 MINI HD MEDIA BOX 1080P |     | -                        |
| ------------ | -------------------- | --- | ------------------------------------------------------------------------------------------ | --- | ---------------------------------- | --- | ------------------------ |
| チップ (T)   | L                    | R   | L                                                                                          | V   | L                                  | R   | 1                        |
| リング (R)   | V                    | GND | R                                                                                          | L   | R                                  | L   | 2                        |
| リング (R)   | GND                  | V   | GND                                                                                        | R   | V                                  | V   | 3                        |
| スリーブ (S) | R                    | L   | V                                                                                          | GND | GND                                | GND | 4                        |

#### Y、Pb、Pr または Y、Cb、Cr系（コンポーネント系）
YPbPr端子をフォーンプラグの形で伝送するカーナビ用地上デジタルチューナーも存在する。

### 5極
ソニーのノイズキャンセル機能付きウォークマンではヘッドフォンコネクタが5極で、追加した2極はノイズキャンセル機能に割り当てられている。
ソニーモバイルコミュニケーションズは2014年のスマートフォン Xperia Z2 以後、5極ジャックを搭載し自社扱いアクセサリでノイズキャンセリング対応有線ヘッドセットを販売している。また5極プラグに折り曲げジョイントを介し直結となるステレオマイクロフォンを販売していた（販売終了、対応の録音アプリをGoogle Play ストア掲載と共に汎用にビデオ撮影機能、SNSアプリの動画に対応）

### 6極
MDプレーヤー用に6極スプリットステレオミニプラグもある。